# Национальный герой Индонезии

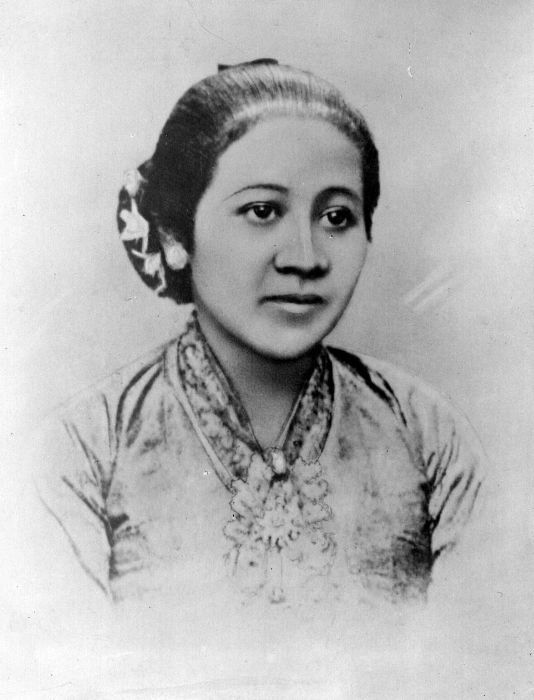
Национальная героиня Индонезии Картини

Национальный герой Индонезии (индон. Pahlawan Nasional Indonesia) — почётный титул, звание, присваиваемое правительством Индонезии за выдающиеся заслуги в борьбе за независимость или за вклад в развитие нации. В настоящее время насчитывается 156 национальных героев Индонезии.

## История
Традиция официального наименования человека, внёсшего особый вклад во время борьбе за независимость, появилась во время президентства Сукарно. Первым национальным героем Индонезии стал Абдул Муис, получивший это звание указом № 218/1959 от 30 августа 1959 года.
Первые критерии провозглашения человека национальным героем были определены указом Сукарно № 241 от 1958 года. В этих критериях было указано, что национальным героем может быть «человек, который на протяжении всей своей жизни, проявляя любовь к нации и борясь против зарубежных врагов, оказал значительную услугу в борьбе за независимость, участвовал в организованной деятельности против колониализма или внёс значительный вклад в политическое, государственное, социально-экономическое или культурное развитие Индонезии». В 1964 году указ № 33 внёс изменение, которое добавляло определение национального героя Индонезии как «человека, погибшего при защиты страны или принёсшего значительные жертвы, и чья дальнейшая деятельность не была омрачена действиями, умалявшими героический статус».
Кроме титула «Национальный герой Индонезии» существуют также ещё четыре категории статуса национального героя:
- Герой национальной независимости (присуждался только во время правления Сукарно);
- Национальный герой (присуждался во время Сухарто);
- Герой провозглашения (статус присвоен Сукарно и Мохаммаду Хатта, провозгласившим Декларацию независимости);
- Герой независимости (присуждался убитым в 1965 году при подавлении государственного переворота, устроенного Движением 30 сентября).